# Mire de Tibães
Mire de Tibães is een plaats (freguesia) in de Portugese gemeente Braga en telt 2 389 inwoners (2001).